# 1900 w literaturze
Wydarzenia literackie w 1900 roku.

## Wydarzenia
- polskie
  - w 25-lecie pracy twórczej Henryk Sienkiewicz otrzymał od społeczeństwa polskiego dworek w Oblęgorku
- zagraniczne
  - we Francji ukazał się francuski przekład Quo vadis Henryka Sienkiewicza

## Nowe książki
- polskie
  - Ludwika Godlewska – Dobrane pary
  - Henryk Sienkiewicz – Krzyżacy
  - Stefan Żeromski – Ludzie bezdomni
  - Władysław Orkan – Komornicy
- zagraniczne
  - L. Frank Baum – Czarnoksiężnik z Krainy Oz (The Wonderful Wizard of Oz)
  - Joseph Conrad – Lord Jim
  - Anton Czechow – Wąwóz
  - Juan Ramón Jiménez – Nenufary
  - Octave Mirbeau – Dziennik panny służącej
  - Herbert George Wells – Miłość i pan Lawisham (Love and Mr Lewisham)
  - Samuel Marinus Zwemer – Arabia: Cradle of Islam[1]

## Nowe dramaty
- polskie
  - Stanisław Wyspiański – Legion
- zagraniczne
  - William Butler Yeats – Cieniste wody (Shadowy Waters, poemat dramatyczny)

## Nowe poezje
- polskie
  - Kazimierz Tetmajer – Poezje, seria czwarta
- zagraniczne
  - William Butler Yeats – Cieniste wody (The Shadowy Waters)

## Nowe prace naukowe
- zagraniczne
  - Zygmunt Freud – O marzeniu sennym
  - Georg Jellinek – Ogólna nauka o państwie

## Urodzili się
- 15 stycznia – William Heinesen, farerski pisarz, kompozytor, malarz i poeta (zm. 1991)
- 4 lutego – Jacques Prévert, francuski poeta (zm. 1977)
- 1 marca – Basil Bunting, angielski poeta i tłumacz (zm. 1985)
- 13 marca – Jorgos Seferis, grecki poeta i eseista (zm. 1971)
- 31 marca – Lörinc Szabó, węgierski poeta (zm. 1957)
- 1 kwietnia – Albert Ayguesparse, belgijski pisarz francuskojęzyczny (zm. 1996)
- 2 kwietnia – Roberto Arlt, argentyński pisarz (zm. 1942)
- 4 kwietnia – Izydor Zaczykiewicz, polski pisarz (zm. 1991)
- 8 kwietnia – Ilka Chase, amerykańska aktorka i pisarka (zm. 1978)
- 11 kwietnia – Sándor Márai, węgierski prozaik, poeta i publicysta (zm. 1989)
- 28 kwietnia – Bruno Apitz, niemiecki pisarz (zm. 1979)
- 30 kwietnia – Andrzej Stawar, polski krytyk literacki i tłumacz
- 1 maja
  - Ignazio Silone, włoski pisarz (zm. 1978)
  - Aleksander Wat, polski poeta i prozaik (zm. 1967)
- 14 maja – Hal Borland, amerykański pisarz i dziennikarz (zm. 1978)
- 26 maja – Vítězslav Nezval, czeski poeta (zm. 1958)
- 7 czerwca – Willem Putman, flamandzki dramaturg i powieściopisarz (zm. 1954)
- 28 czerwca – Leon Kruczkowski, polski pisarz i publicysta (zm. 1962)
- 29 czerwca – Antoine de Saint-Exupéry, francuski pisarz (zm. 1944)
- 4 lipca – Robert Desnos, francuski poeta, prozaik, dramaturg, eseista, przedstawiciel surrealizmu (zm. 1945)
- 15 lipca – Enrique Cadícamo, argentyński poeta i pisarz, twórca tekstów tanga (zm. 1999)
- 18 lipca – Nathalie Sarraute, francuska pisarka (zm. 1999)
- 23 lipca – Einar Skjæraasen, norweski poeta (zm. 1966)
- 24 lipca – Zelda Fitzgerald, amerykańska pisarka (zm. 1948)
- 29 lipca – Eyvind Johnson, szwedzki pisarz, laureat Nagrody Nobla (zm. 1976)
- 10 sierpnia – René Crevel, francuski pisarz i poeta surrealizmu (zm. 1935)
- 9 września – James Hilton, angielski pisarz i scenarzysta (zm. 1954)
- 23 września – Icyk Fefer, żydowski poeta tworzący w jidysz (zm. 1952)
- 3 października – Thomas Clayton Wolfe, amerykański powieściopisarz (zm. 1938)
- 9 października – Harry Bates, amerykański pisarz i wydawca SF (zm. 1981)
- 15 października – Jadwiga Chamiec, polska pisarka (zm. 1995)
- 26 października – Karin Boye, szwedzka poetka i powieściopisarka (zm. 1941)
- 1 listopada – Leokadia Boniewicz, polska pisarka (zm. 1975)
- 8 listopada – Margaret Mitchell, amerykańska pisarka (zm. 1949)
- 19 listopada – Anna Seghers, niemiecka pisarka (zm. 1983)
- 10 grudnia – Jan Brzoza, polski pisarz i publicysta (zm. 1971)
- 16 grudnia – Victor Sawdon Pritchett, angielski pisarz i krytyk literacki (zm. 1997)
- 21 grudnia – Wsiewołod Wiszniewski, rosyjski dramatopisarz i prozaik (zm. 1951)

## Zmarli
- 20 stycznia – John Ruskin, angielski pisarz (ur. 1819)
- 3 czerwca – Mary Kingsley, angielska pisarka (ur. 1862)
- 5 czerwca – Stephen Crane, amerykański pisarz (ur. 1871)
- 16 sierpnia – José Maria Eça de Queiroz, portugalski pisarz (ur. 1845)
- 20 października – Naim Frashëri, poeta albański (ur. 1846)
- 30 listopada – Oscar Wilde, angielski poeta, prozaik, dramatopisarz (ur. 1845)